# Neom
Neom (stilizálva: NEOM; arabul: نيوم Níúm, Hejazi kiejtés: [nɪˈjo̞ːm]) építés alatt álló város Szaúd-Arábiában, annak Tabúk tartományában. Fel fog használni okosváros technológiákat és egy turistaközpont lesz. A Vörös-tenger északi partján található, Egyiptomtól keletre, az Akabai-öböl másik oldalán és Jordániától délre. Összességében területe 26500 km2 lesz, 170 kilométer hosszan a tengerparton.
Az ország 2025-re tervezi befejezni Neom első szakaszát. Összességében 500 milliárd dollárba fog kerülni. 2019. január 29-én Szaúd-Arábia bejelentette, hogy létrehozta a Neom elnevezésű céget, aminek tulajdonosa a Public Investment Fund állami vagyonalap. A cégnek a célja az, hogy létrehozza a neomi gazdasági zónát. A projektet teljesen megújuló energiaforrásokkal fogják működtetni. Szkeptikusok kritizálták a megaprojekt valószerűségét.

## A projekt bejelentése
A várost Mohammed bin Szalmán koronaherceg jelentette be a Future Investment Initiative konferencián Rijádban, 2017. október 24-én. Elmondta, hogy a város a jelenlegi kormánytól függetlenül fog működni, saját adózási szabályaival és törvényeivel. Igazságügyi rendszere is független lesz Szaúd-Arábiától. Egyiptom 2018-ban bejelentette, hogy adott földet a Neom projekthez.
A Saudi Vision 2030 terv része, amelynek célja, hogy csökkentse a függőségüket az olajtól, változatosabbá tegye a gazdaságot és fejlessze a kormányszolgáltatási szektort. Tervek szerint sok különböző munkát robotok fogják végezni, mint a biztonság, logisztika, házhozszállítás és az emberek gondozása. A várost csak szél és napenergia fogja működtetni. A tervezést és az építkezést 500 milliárd dollárral kezdte meg a Public Investment Fund állami vagyonalap és nemzetközi befektetők. Az első fázist 2025-re tervezik befejezni.
2020 júliusában az amerikai Air Products & Chemicals Inc bejelentette, hogy fel fogják építeni a világ legnagyobb zöld hidrogéntelepét. Az 5 milliárd dolláros projekt tulajdonosa az Air Products, a szaúdi ACWA Power és Neom lesz. 2022 májusában az indiai Larsen & Toubro lett a napenergiát gyártó telep és a szélenergiafarm építője.

## Név
A város elnevezése két szóból van összeállítva. Az első három betűje a görög νέο előtagból származik, amelynek jelentése „új.” A negyedik pedig az arab مستقبل, (Musztakbál) szó első betűje, aminek jelentése „jövő.”

## Helyszín
A Neom projekt Szaúd-Arábia Tabúk tartományában helyezkedik el, a királyság északnyugati részében, az Akabai-öböl partján, 468 kilométeres tengerparttal. A régióban vannak 2500 méter magas hegyek is, teljes területe 26500 km2.

## Igazgatók
Klaus Kleinfeld volt a Neom projekt első igazgatója, miután Mohammed bin Szalmán koronaherceg bejelentette a projektet, 2017. október 24-én. 2018-ban Kleinfeld leszerződtette a Gladstone Place Partners LLC céget, mint a projekt kommunikációs csoportja, 200 ezer dollárért.
2018. július 1-én Kleinfeld a koronaherceg hivatalos tanácsadója lett, ezért az igazgatói posztját Nádzmí al-Naszr vette át.

## Részei

### Áttekintés
| Név      | Név      | Bejelentve         | Leírás                                                                              |
| -------- | -------- | ------------------ | ----------------------------------------------------------------------------------- |
| The Line | The Line | 2021. január 10.   | 170 km hosszú, 200 méter széles város, ami akár 9 millió embernek is otthont adhat. |
| Oxagon   | Oxagon   | 2021. november 16. | Tengerparti iparváros.                                                              |
| Trojena  | Trojena  | 2022. március 3.   | A város hegyi része, sípályával.                                                    |
| Sindalah | Sindalah | 2022. december 5.  | Sziget az ország partjainál, luxus úticél.                                          |
| Magna    | Leyja    | 2023. október 15.  | Három (Adventure, Oasis, Wellness), 400 méter mély völgybe épített luxushotel.      |
| Magna    | Epicon   | 2023. november 15. | Tengerparton felépített luxushotel, illetve villák.                                 |
| Magna    | Siranna  | 2023. november 29. | Stranddal rendelkező wellness hotel.                                                |
| Magna    | Utamo    | 2023. december 13. | Művészeti központ.                                                                  |
| Magna    | Norlana  | 2023. december 27. | Lakókerület, hotelekkel és sportlehetőségekkel a központban.                        |
| Magna    | Aquellum | 2024. január 10.   | Föld alatti, egy hegy belsejébe épített közösség.                                   |
| Magna    | Zardun   | 2024. január 24.   | Hotel természetes környezetben, élővilággal körülvéve.                              |
| Magna    | Xaynor   | 2024. február 7.   | Tengerparti klubok.                                                                 |
| Magna    | Elanan   | 2024. február 21.  | Wellnesshotel egy oázis közepén.                                                    |
| Magna    | Gidori   | 2024. március 6.   | Golfközösség, lakókerület.                                                          |
| Magna    | Treyam   | 2024. március 20.  | Tengerparti hotel.                                                                  |
| Magna    | Jaumur   | 2024. május 8.     | Hatezer személy befogadására képes luxus lakókerület.                               |

### The Line
A The Line 170 kilométer hosszú és mindössze 200 méter széles hosszanti város Neomban, amely – a 2021 januárjában ismertetett tervek szerint – kilenc millió embernek ad majd otthont.

### Neom Bay
A projekt első fázisa a Neom Bay megépítése, amely tervek szerint 2019-ben kezdődött volna és 2020-ban ért volna véget. A tervek közé tartozott a reptér megépítése, amely Rijáddal köti össze a várost. Az építkezés alá tartozik az első lakókerület is.

### Neom Bay Airport
Az építkezés első szakaszát 2019-ben fejezték be, így a légiforgalom megindulhatott a 3757 méter hosszú kifutópályán. A repülőtér megkapta IATA-engedélyét, kódja NUM. 2019. június 30-án szállt le az első, Rijádból érkező repülőgép. A négy tervezett repülőtér egyike nemzetközi lesz.

### Oxagon
A 200–250 km2-es Neomi Ipari Város (NIC) 25 kilométerre épül Duba városától. Az itteni kikötő fejlesztése és ipari kutatás áll az építkezés középpontjában. 2021 novemberében a projekt új nevet kapott: Oxagon. A nyolcszög alakú, úszó ipari központ a Vörös-tenger  jelentős kikötője lesz. Mohammed bin Szalmán koronaherceg egy radikálisan új modellnek nevezte, amelynek célja, hogy átalakítsa azt, ahogyan az emberiség él.

### Mezőgazdaság
A tervek szerint a Neomban 6500 hektárt a mezőgazdaságnak szentelnek, főleg génmódosított növényeket termesztve.

### Trojena
Mohammed bin Szalmán koronaherceg 2022. március 3-án indította el a Trojena projektet.  Az Arab-félsziget első szabadtéri síközpontja az Akabai-öböl partjától 50 kilométerre, az ország legnagyobb hegységében, 1500–2600 méteres magasságban épül, ahol a hőmérséklet télen fagypont alá csökken.